# Jesus on Extasy
Jesus on Extasy (JOE) ist eine 2005 von Dorian Deveraux und Chai Deveraux gegründete Band aus Essen. Der musikalische Stil der Band lässt sich als Hybrid aus Rock- und Metal-Elementen und elektronischer Musik beschreiben. Nach einer Auflösung im Jahr 2014 gab die Band im Oktober 2020 auf ihrer Facebook-Seite ihre Wiedervereinigung bekannt und kündigte ein neues Album für 2021 an.

## Geschichte
Die erste Demo-EP "Assassinate Us" wurde 2005 in Chai Deveraux eigenem Studio Sinustal in Essen produziert, wo die Band auch in späteren Jahren an den Vorproduktionen für ihre Alben arbeitete. Die EP wurde in der Rubrik "Demozone" des Musikmagazins Sonic Seducer in der Rezension des Musikjournalisten Francois Duchateau als Platte beschrieben, "die nicht nur verspricht, sondern hält, was das Potential hergibt". Ihren ersten Auftritt hatten Jesus on Extasy im Juli 2006 auf dem Bochum Total Festival, einem der größten Musikfestivals in Europa. Im Rahmen dieses Auftritts wurde die Plattenfirma Drakkar Entertainment auf zu dem Zeitpunkt ohne Plattenvertrag agierende Band aufmerksam und nahm die Band kurze Zeit später unter Vertrag.
Das Debüt-Album "Holy Beauty" wurde am 30. März 2007 veröffentlicht und erhielt überwiegend positive Kritiken. Neben zehn eigenen Songs war auch ein Remix der Single "Assassinate Me" von den Industrial-Metal-Pionieren KMFDM auf dem Album zu finden.
Im Rahmen der Veröffentlichung des Albums ging die Band im März auf eine Kurztour mit der Violin-Rockband Letzte Instanz, die ebenfalls auf Drakkar Entertainment unter Vertrag war. Es folgte eine ausgedehnte Deutschland-Tour im Mai mit Dope Stars Inc. (Italien) und Entwine (Finnland). Im Sommer des gleichen Jahres folgten diverse Festival-Auftritte, unter anderem beim Bochum Total, dem Woodstage Festival (mit Marilyn Manson und Type O Negative) und dem M’era Luna Festival, sowie eine Headliner Deutschland-Tour im Herbst, bei der Jesus on Extasy bei einigen Konzerten von der Hamburger Post Industrial Band Philiae als Vorband unterstützt wurden. Am Ende des Jahres trat die Band bei der Festival-Reihe "On A Dark Winter's Night" in Salzburg und Oberhausen zusammen mit Bands wie Nightwish und Dope Stars Inc. auf.
Im Mai 2008 veröffentlichten Jesus on Extasy das zweite Album "Beloved Enemy" bei Drakkar Entertainment, das auf Platz 1 in den Deutschen Alternative Charts (DAC) einstieg, und erneut mit überwiegend positiver Kritik bedacht wurde.
Um das Album zu promoten, folgten Festival-Auftritte unter anderem beim Wave Gotik Treffen oder dem Summer Breeze Festival in Dinkelsbühl, sowie eine Herbsttournee als Support der Neue-Deutsche-Härte-Band Eisbrecher.

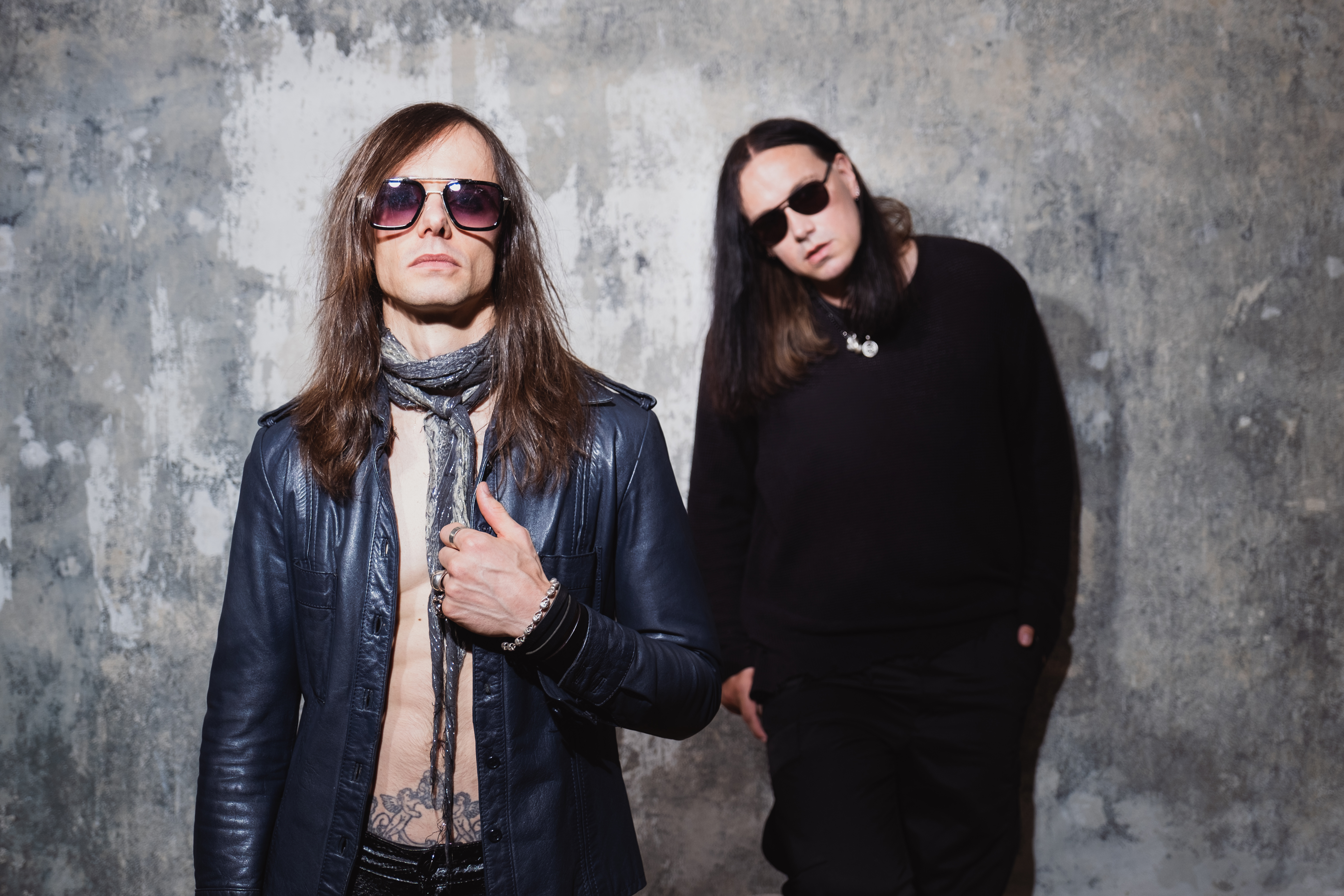
Jesus On Extasy 2020. Bild: Merlin Morzeck

2009 markierte das erste Jahr seit Bestehen der Band, in dem Jesus on Extasy kein Album veröffentlicht haben. Die Band spielte ausgewählte Festival Gigs, unter anderem auf dem Amphi Festival in Köln oder dem M’era Luna Festival in Hildesheim. Man wolle sich auf die Produktion des dritten Albums konzentrieren, hieß es seitens der Band. Auch 2010 ließ die Band ihre Live-Aktivitäten weitgehend ruhen und spielte nur einige ausgewählte Konzerte, unter anderem in der Hamburger Prinzenbar, beim Blackfield Festival in Gelsenkirchen oder in Donaueschingen. Das dritte, komplett in Eigenregie produzierte Album "No Gods" erschien am 27. August 2010.
Im Januar 2011 gaben Jesus on Extasy die Trennung von Sänger Dorian Deveraux bekannt. Auch Bassist BJ sowie Keyboarderin Ophelia Dax stiegen aus der Band aus. Dax war es nach dem Einstieg bei der norwegischen Synth-Rockband Apoptygma Berzerk zeitlich nicht mehr möglich ein Teil von Jesus On Extasy zu sein. Chai Deveraux gründete daraufhin sein eigenes Label Farscape Records und fand mit Sängerin Manja Kaletka eine neue Stimme für Jesus On Extasy. Am 7. Oktober 2011 erschien das bis dato letzte Studioalbum "The Clock". Im gleichen Jahr ging die Band mit der deutschen Gothic-Metal-Band Lord of the Lost auf Tour.
Im Dezember 2014 gab die Band ihre Auflösung bekannt. Nachdem im Herbst 2020 auf der offiziellen Jesus On Extasy Facebook-Präsenz nach längerer Inaktivität kurze Teaser-Videos veröffentlicht wurden, gab die Band am 31. Oktober 2020 bekannt, mit Dorian Deveraux als Sänger ein weiteres Album veröffentlichen zu wollen.

## Stil
Die Band vereint Einflüsse des Synth Rock, Alternative Rock sowie des Glam Rock. 
Chai Deveraux übertrug diesen Sound auch als Remixer in seine Interpretationen fremder Songs. In seinem Tonstudio Sinustal in Essen produzierte Chai bereits Remixe von Bands wie ASP, Krieger, New Model Army, Dommin und Xandria.

## Rezeption

### Holy Beauty
Das Debüt-Album der Band, "Holy Beauty" wurde von der Musikpresse weitgehend positiv aufgenommen. Das Musik-Magazin "Zillo" widmete Jesus on Extasy die Titelseite seiner März-Ausgabe im Jahr 2007 und gab der Band den Titel "Newcomer des Jahres". Musikjournalist Sascha Blach lobte in seiner Rezension die "aufputschenden Klänge irgendwo zwischen Industrial, Gothic und Rock". Die Stücke des Albums gingen "fix ins Ohr" und überzeugten "vor allem in punkto Melodieführung", so Blach weiter. Das Sonic Seducer Magazin bedachte die Band in der März-Ausgabe 2007 mit dem Titel "New Industrial Rock Highlight" und schrieb, dass Jesus on Extasy die "Propheten am digitalen Rockhorizont"seien, nach "denen denen sich die New Generation die Kehle aus dem Leib geschrien hat". Die Band habe mit ihrem Debüt-Album "zweifelsohne einen Klassiker ans Kreuz genagelt". Das Magazin Orkus erklärte JoE in der April-Ausgabe des Jahres 2007 zum "Newcomer des Monats". Michael Edele vom Online-Magazin laut.de lobte den "absolut positiven Gesamteindruck des Debüts" der Band. Powermetal.de attestierte der Band ein "erstklassiges Album unkonventioneller Musik", das "eine wahre Frischzellenkur für ein etwas angestaubtes und festgefahrenes Genre" sei.

### Beloved Enemy
Sascha Blach vom Musikmagazin Zillo lobte sowohl, dass das Album "kein bloßer Aufguss des Erstlings" sei, als auch die Produktion, die "organischer, rauer und härter" sei. Es werde "ein breites Spektrum in der Schnittmenge von Rock, Alternative, Electronic und Gothic bedient", das die Band "für verschiedene Zielgruppen attraktiv" mache.  Auch anlässlich des zweiten Albums "Beloved Enemy" widmete das Zillo Magazin Jesus On Extasy seine Titelseite sowie ein mehrseitige Titelgeschichte. Darüber hinaus war die Band auf den Titelseiten der Magazine Orkus, Gothic, Rockoon und Negatief zu sehen. 2008 wurden auch Jugendzeitschriften auf Jesus On Extasy aufmerksam. Im Dezember 2008 bezeichnete die Jugendzeitung Popcorn die Band auf einer Doppelseite als eine der "coolsten Bands der Emo-Szene". Das gleiche Medium bezeichnete Sänger Dorian Deveraux in der Ausgabe März 2009 als einen der "neuen Kult-Stars". Musikalisch lobte das Magazin Be Subjective vor allem, dass das Album inhaltlich gesehen durch die "post-orientierten Grundstimmung und kritischen Seitenhieben schon ein schwerer Brocken" sei. Allerdings seien "die Songs abwechslungsreich gestaltet" und überzeugten "mit Kreativität, Dynamik, eingängigen Melodien und Rhythmen und wissen in dieser Weise auch zu fesseln".

### No Gods
Auch das dritte Album der Band stieß auf überwiegend positive Kritiken. Das sonst zu der Band eher kritisch eingestellte Online-Magazin Terrorverlag lobte den "rockigeren, bissfesteren Sound" sowie "eine Eingängigkeit, die nicht zu verleugnen" sei. Powermetal.de sah in dem Album solide Industrial-Metal sowie ein Halten des Niveaus der vorangegangenen Alben, allerdings ohne Weiterentwicklung. Monkeypress.de dagegen gefiel die Risikofreudigkeit, mit der das Album nach vielen personellen Veränderungen produziert worden war: "Alles in Allem bleibt zu vermerken, dass die Veränderungen im JOE-Lager einen positiven Effekt nach sich zogen, wurde doch hier mehr gewagt und nahezu aufs Ganze gegangen." Laut.de empfand das Album als "ungewohnt bissig" und bescheinigte der Band einen "unüberhörbaren Fortschritt in Sachen Songwriting", haderte jedoch mit der stimmlichen Leistung des Sängers.

## Besetzung
Gegründet von Dorian und Chai Deveraux, änderte sich das Gesicht der Band im Laufe der Jahre mehrfach. Bei den ersten Konzerten unterstützte Basserin Ivy die Band auf der Bühne, bis sie Ende 2006 ihren Ausstieg bekannt gab. Im Frühjahr 2007 stießen die Musikerinnen Leandra Ophelia Dax und Alicia Vayne (Andrea Odendahl, vorher bei PAIN) an Keyboards und zweiter Gitarre zur Band dazu. Live wurden die vier von BJ am Schlagzeug unterstützt, der ab Sommer 2007 fester Bestandteil der Band war.
Ende 2008 war es BJ aufgrund einer Schulterverletzung nicht mehr möglich, die Band am Schlagzeug zu unterstützen. Der Multiinstrumentalist wechselte an den Bass, zumal das das Instrument war, das er ohnehin nach eigenen Angaben besser beherrschte. Neuer Schlagzeuger wurde der langjährige Proberaumnachbar Dino Steinherr.
Im Frühjahr änderte sich die Besetzung der Band fast komplett: Nach den Trennungen von Dorian Deveraux, Leandra Ophelia Dax und BJ stiegen Manja Kaletka als Sängerin und Chris Kassad am Bass bei Jesus on Extasy ein.

## Diskografie

### Alben
- 2007: Holy Beauty (Drakkar Entertainment / E-Wave Records)
- 2008: Beloved Enemy (Drakkar Entertainment / E-Wave Records)
- 2010: No Gods (Drakkar Entertainment / E-Wave Records) (Europa)
- 2010: No Gods (Artoffact Records) (USA)
- 2011: The Clock (Farscape)

### Singles
- 2007: Sisters of the Light feat. Xandria (Drakkar Entertainment)
- 2007: Assassinate Me (Promo, Drakkar Entertainment / E-Wave Records)
- 2007: Nuclear Bitch (Promo, Drakkar Entertainment / E-Wave Records)
- 2008: Stay with me (Promo, Drakkar Entertainment / E-Wave Records)
- 2008: Beloved Enemy (Promo, Drakkar Entertainment / E-Wave Records)

## Nebenprojekte der Bandmitglieder
- FTANNG!: Dorian Deveraux (Gesang)
- L.A. Streethawk: Dorian Deveraux (Gesang, Synthesizer)
- Beloved Enemy: Chai Deveraux (Gitarre)
- Leandra: Leandra Ophelia Dax
- Dark Diamonds: Tyrae (Manja Kaletka)
- X-Perience: Tyrae (Manja Kaletka)